# Джино Паріані
Виржиніо "Джино" Пітер Паріані (англ. Virginio "Gino" Peter Pariani, 21 лютого 1928, Сент-Луїс — 9 травня 2007, Сент-Луїс) — американський футболіст, що грав на позиції нападника, зокрема, за клуби «Рафтеріс» та «Сент-Луїс Сімпкінс-Форд», а також національну збірну США.

## Клубна кар'єра
У футболі дебютував 1943 року виступами за команду «Шумахерс». 
Своєю грою за цю команду привернув увагу представників тренерського штабу клубу «Рафтеріс», до складу якого приєднався 1943 року. Відіграв за них наступні чотири сезони своєї ігрової кар'єри.
Згодом захищав кольори команд «Сент-Луїс Сімпкінс-Форд», «Калькатерра» і «Вілдкетс». Завершив професійну кар'єру футболіста виступами за «Вілдкетс».

## Виступи за збірну
1948 року дебютував в офіційних матчах у складі національної збірної США. Протягом кар'єри у національній команді провів у її формі 5 матчів, забивши 1 гол.
У складі збірної був учасником  футбольного турніру на Олімпійських іграх 1948 року у Лондоні.
У складі збірної був учасником чемпіонату світу 1950 року у Бразилії, де зіграв з Іспанією (1-3), з Англією (1-0) і з Чилі (2-5). 

## Поза полем
У 2004 році разом з Френком Боргі, Волтером Баром, Гаррі Кеогом і Джоном Соузою взяв участь у вшануванні учасників команди, яка здобула перемогу в Белу-Орізонті над англійцями. Рік по тому на екрани вийшов фільм «Гра їх життів» про ту пам'ятну перемогу.
Помер 7 травня 2007 року на 80-му році життя від раку кісток у Сент-Луїсі, штат Міссурі.